# Nosopsyllus oranus
Nosopsyllus oranus är en loppart som först beskrevs av Jordan 1931.  Nosopsyllus oranus ingår i släktet Nosopsyllus och familjen fågelloppor. Inga underarter finns listade i Catalogue of Life.